# فهرست بزرگترین بانک‌های ایالات متحده آمریکا
فهرستی از بزرگترین بانک‌ها در ایالات متحده بر اساس مجموع دارایی تا مارس ۳۱, ۲۰۱۶:
| رتبه | نام بانک                      | مکان                                     | مجموع دارایی‌ها (به میلیارد دلار آمریکا) |
| ---- | ----------------------------- | ---------------------------------------- | --------------------------------------- |
| ۱    | نسیم [[..]]                   | نیویورک                                  | $۲٬۴۲۳٫۸                                |
| ۲    | بنک آو آمریکا                 | شارلوت، کارولینای شمالی, کارولینای شمالی | $۲٬۱۸۵٫۵                                |
| ۳    | ولز فارگو                     | سان فرانسیسکو, کالیفرنیا                 | $۱٬۸۴۹٫۲                                |
| ۴    | سیتی‌گروپ                      | New York City, NY                        | $۱٬۸۰۱٫۰                                |
| ۵    | گلدمن ساکس                    | New York City, NY                        | $۸۷۸٫۰                                  |
| ۶    | مورگان استنلی                 | New York City, NY                        | $۸۰۷٫۵                                  |
| ۷    | یو. اس. بانکورپ               | مینیاپولیس, مینه‌سوتا                     | $۴۲۸٫۶                                  |
| ۸    | بانک نیویورک ملون             | New York City, NY                        | $۳۷۲٫۹                                  |
| ۹    | پی‌ان‌سی                        | پیتسبرگ، پنسیلوانیا, پنسیلوانیا          | $۳۶۱٫۰                                  |
| ۱۰   | کپیتال وان                    | مک‌لین، ویرجینیا                          | $۳۳۰٫۳                                  |
| ۱۱   | HSBC North America Holdings   | New York City, NY                        | $۲۸۹٫۱                                  |
| ۱۲   | TD Group US Holding           | چری هیل، نیوجرسی                         | $۲۷۴٫۴                                  |
| ۱۳   | استیت استریت                  | بوستون, ماساچوست                         | $۲۴۳٫۷                                  |
| ۱۴   | بی‌بی اند تی                   | وینستون-سیلم, North Carolina             | $۲۱۲٫۴                                  |
| ۱۵   | سان‌تراست بانک                 | آتلانتا                                  | $۱۹۴٫۲                                  |
| ۱۶   | Charles Schwab Corporation    | San Francisco, California                | $۱۹۱٫۰                                  |
| ۱۷   | آمریکن اکسپرس                 | New York City, NY                        | $۱۵۸٫۸                                  |
| ۱۸   | آلای فایننشل                  | دیترویت, میشیگان                         | $۱۵۶٫۵                                  |
| ۱۹   | فیفت ترد بنک                  | سینسینتی، اوهایو, اوهایو                 | $۱۴۲٫۴                                  |
| ۲۰   | یواس‌ای‌ای                      | سان آنتونیو, تگزاس                       | $۱۴۲٫۱                                  |
| ۲۱   | Citizens Financial Group      | پراویدنس, رود آیلند                      | $۱۴۰٫۱                                  |
| ۲۲   | RBC USA Holdco Corporation    | New York, New York                       | $۱۳۹٫۹                                  |
| ۲۳   | Santander Holdings USA        | بوستون, ماساچوست                         | $۱۳۱٫۱                                  |
| ۲۴   | BMO Financial Corp            | شیکاگو, ایلینوی                          | $۱۲۵٫۸                                  |
| ۲۵   | Regions Financial Corporation | Birmingham, Alabama                      | $۱۲۵٫۵                                  |
| ۲۶   | M&T Bank Corporation          | Buffalo, New York                        | $۱۲۴٫۶                                  |

## سایر لینک‌ها
- لیست بانک فعال در ایالات متحده با کدهای سوئیفت